# Vojašnica 26. oktober
Vojašnica 26. oktober (nekdanja vojašnica Ivana Cankarja in Vojašnica Vrhnika) je nekdanja vojašnica Slovenske vojske, ki se nahaja v Stari Vrhniki, ob cesti proti Vrhniki. Spada pod 25. vojaškoteritorialno poveljstvo Slovenske vojske Vrhnika.
V parku ob vojašnici stojita dva spomenika narodnoosvobodilnemu boju: središčni objekt je betonski podstavek z ameriškim tankom M3A3 in petimi ploščami, na katerih so izpisana imena 167 padlih pripadnikov 1. tankovske brigade NOVJ. V bližini stoji spomenik avtorja Toneta Svetine iz leta 1974.

## Zgodovina
Teritorialna obramba Republike Slovenije je zasedla vojašnico 25. oktobra 1991, ko se je Jugoslovanska ljudska armada umaknila iz nje. Naslednji dan se je JLA umaknila s celotnega ozemlja Republike Slovenije, zato so pozneje vojašnico, ki se je nekdaj imenovala Vojašnica Ivana Cankarja, poimenovali po 26. oktobru (dogodek obeležujemo na državni ravni kot dan suverenosti, sicer 25. oktobra).
Leta 2011 je Slovenska vojska kompleks opustila. Eden od objektov je bil ponovno aktiviran ob vrhuncu evropske begunske krize leta 2015 kot začasna nastanitev za begunce.

## Poveljstvo

### Poveljnik
- podpolkovnik Vojteh Mihevc (2000–2001)
- kapitan fregate Ljubo Poles (2001–2003)
- podpolkovnik Stanislav Sevljak (2003–2009)
- major Marko Košir (2009–2010)
- podpolkovnik Ivan Turnšek (2010–2011)
- poročnica Greta Potočnik (od 2011)

## Enote, nekoč nastanjene v vojašnici
- 52. brigada Slovenske vojske
- 530. učni center Slovenske vojske
- 25. VTP
- 5. OIB
- 11. bataljon za zveze Slovenske vojske
- 157. logistični bataljon Slovenske vojske
- EVOJ 26. oktober
- OSKK MORS